# Kamil Różewicz
Kamil Różewicz (ur. 1950 w Gliwicach)  – polski naukowiec.

## Życiorys
Kamil Różewicz syn Tadeusza i Wiesławy z domu Kozłowskiej; brat Jana. W czasie nauki w liceum ogólnokształcącym  wstąpił do ZMS a w  klasie maturalnej do PZPR (1968). Studiował na Uniwersytecie Wrocławskim (1968-1973). Po ukończeniu nauki został asystentem w Instytucie Historycznym UWr. Jednocześnie rozpoczął doktorat: „Max Weber jako metodolog i teoretyk historii” na  Uniwersytecie Poznańskim. W 1979 w Instytucie Historycznym pojawił się fałszywy, sfabrykowany przez SB, Biuletyn Informacyjny SKS-u "Podaj Dalej" (nr 7), w którym umieszczono nieprawdziwe informacje o Leszku Budrewiczu.  Różewicz został oskarżony przez Wiktora Grotowicza i SKS o jego kolportaż. Po kilku miesiącach oskarżenie zostało wycofane. Leszek Budrewicz po latach skomentował tę sprawę: Ja już wtedy byłem zdruzgotany, jak się okazało, że Różewicz nie kolportował. Popełniliśmy błąd i nie wyplączemy się z tego. Celem operacji SB było zaszkodzenie Tadeuszowi Różewiczowi, który w latach 1968 i 1971 został zgłoszony do Nagrody Nobla w dziedzinie literatury. Po tych wydarzeniach Kamil dostał rozstroju nerwowego i zachorował na paranoję schizofrenoidalną. W 1982 przeszedł na rentę.